# جشه
 جَشَه  بالفارسية ( روستاى جشه  ) ، قرية صغيرة تتبع البلدة المركزية (بالفارسية: بخش مرکزی شهرستان بندر لنگه) من توابع مدينة لنجة وتقع في محافظة هرمزگان في جنوب إيران. تقع على ساحل الخليج العربي ، و ترتفع عن سطح البحر حوالي 270 متراً.

## حدود قرية جَشَه
حدود قرية جَشَه : من الشمال: قرية جنكل ، من الجنوب الخليج العربي، ومن الغرب قرية شناص، ومن الشرق تنتهي بمدينة بندر لنجة.

## السكان
يبلغ عدد سكان قرية جشة حسب تعداد السكان لعام 2006 للميلاد، ( 300 ) نسمه تشكل (40 عائلة) ، من أهل السنة والجماعة وعلى المذهب الشافعي. سكان هذه القرية من الأصول العربية ويتكلموناللغتي العربية والفارسية، لهم مسجد، ومدرسة، وعيادة صحية صغيرة، وبركتان لحفظ مياه الأمطار، وميناء بحري صغير. يقوم السكان بالتجارة وصيد الأسماك والزراعة ، و تربية المواشي والأغنام.